# شباب سفيزف
شباب سفيزف، هو نادٍ رياضيٌّ جزائريٌّ لكرة القدم تأسس سنة 1934م .

## وصلات خارجية
- الرابطة الجزائرية المحترفة الأولى ،والثانية ، لكرة القدم